# 주문모
주문모(중국어 간체자: 周文谟, 정체자: 周文謨, 병음: Zhōu Wénmó 저우원모[*], 1752년 ~ 1801년 5월 31일)는 조선에서 순교한 중국인 출신 로마 가톨릭교회 사제이다. 한국 교회 역사상 최초로 조선에 입국한 외국인 기독교 선교사이며 세례명은 야고보, 포르투갈어 이름은 자이므 벨로주(Jaime Vellozo)이다. 주문모 신부는 1795년 1월에 서울에 잠입하여 6년간 선교활동을 하다가, 정순왕후와 노론벽파가 주도한 신유박해(1801년)때 검거되어 새남터에서 순교하였다. 2014년에 교황 프란치스코에 의해 시복(諡福)되었다.

## 생애

### 어린 시절
1752년 청나라 장쑤성(江蘇省) 쑤저우(蘇州) 쿤산 현(崑山縣)에서 태어났다. 어려서 7세에 어머니를 잃고 8세에 아버지를 잃었다. 고모 슬하에서 가난한 어린 시절을 보낸 그는 과거를 보았으나 계속 낙방하자 20살 때 결혼하였다. 3년 만에 아내와 사별하고 홀로 지내다가 늦은 나이에 북경교구 신학교에 들어갔으며, 제1회 졸업생이 되었다.

### 조선 입국
중국에서 조선인 최초로 세례를 받고 귀국한 이승훈은 1786년에 천주교회를 설립한다. 그러나 1790년 북경 교구의 구베아(Gouvea) 주교는 사도적 계승을 받은 성직자 없이 가성직제하에 자치교회를 운영하는 것은 교회법 위반이라는 사실을 알려왔다. 아울러 선교사 파송 약속과 함께 조선 천주교도들에게 제사금지령을 내렸다. 1791년, 종교적 교리에 따라 폐제분주(廢祭焚主)한 조선 선비 윤지충이 불효·불충과 사회도덕 문란의 이유로 처형당하는 신해박해가 발생했다. 북경교구는 이 사건으로 선교사 파송을 보류하였다.
1792년, 조선에서 밀사소임을 맡은 윤유일이 북경에 와서 선교사 파송을 요청하였다. 1794년(정조 18) 봄에 주교의 명에 따라 북경을 떠난 주문모 신부는 그해 음력 12월 3일(양력 12월 24일) 조선인 신자 지황(池璜), 윤유일(尹有一) 등의 도움을 받아 얼어붙은 압록강을 건너 조선에 은밀히 입국한다. 이듬해 1월에 서울에 잠입한후 북촌(현 계동)에 있는 역관 최인길의 집에 은신하며 미사 집전과 세례 그리고 신자상담을 진행했다.

### 을묘박해
1795년 6월까지 역관 최인길의 집을 근거지로 하여 은밀히 전교하였다. 그러다가 배교자 한영익(韓永益)이 밀고하는 바람에 6월 27일에 조정의 명을 받은 포도대장 조규진에 의해 체포령이 떨어졌다. 포졸들이 역관 최인길의 집을 덮쳤지만, 최인길은 자신이 주문모 신부인 것처럼 행세하며 대신 체포되어 주문모 신부의 탈출을 도왔다. 탈출에 성공한 주문모는 여신도 강완숙의 집으로 도피하는데 성공했으나 은신처를 제공하고 체포를 방해한 최인길과 주문모의 밀입국을 도왔던 윤유일과 지황은 체포되어 함께 장살(杖殺)되었고, 시체는 강물에 던져졌다.

### 전교활동
주 신부는 강완숙에게 세례를 주고 조선 천주교회 최초의 여회장으로 임명하여 여인들에게 복음을 전하도록 하였다. 덕분에 강완숙은 자신을 모시는 여종을 비롯한 수많은 여인들을 천주교로 인도했으며, 양반신분을 활용하여 은언군의 부인 송씨, 며느리 신씨가 주문모 신부에게 세례를 받도록 주선하였다. 주 신부는 교리 연구회인 명도회(明道會)를 만들어 정약종을 회장에 임명하고, 황사영을 비롯한 홍필주, 현계흠, 홍익만 등을 명도회 하부 조직인 육회(六會)의 책임자로 임명하여 교리 연구와 전도에 힘쓰게 하였다.
송씨와 신씨도 명도회(明道會)에 가입하고, 자신의 종들까지 모두 입교하게 할 정도로 신앙생활에 열의를 가졌는데, 이는 각각 남편이자 시아버지인 은언군이 강화도에 귀양가는 불행으로 마음을 둘 곳이 없었기 때문이었다. 이들이 얼마나 신앙생활에 집중했는지는 정순왕후가 송씨와 신씨에게 독약을 내려 함께 죽게 하라는 사형선고를 내리면서 "시어미와 며느리가 둘다 사학에 빠져서 외인의 흉추(凶醜,주문모 신부)와 왕래하여 서로 만나고 나라의 금지함이 지엄함을 두려워하지 않았다."고 비난했다는 《순조실록》1년 3월 16일조와 천주교 순교자 이기양의 《추안》내용을 보면 짐작할 수 있다.
주 신부는 서울에서 강완숙의 전도 등으로 목회에 자신이 생기자 지방으로도 발길을 옮겼다. 자신을 보호하려다가 죽은 윤유일의 가족을 방문하여 위로하고, 경기도 여주, 충청도 온양, 공주, 남포, 내포, 전라도 전주에서 전교하여 5년 만에 신자 수가 4천여 명에서 1만 명으로 증가했다. 이러한 교회 성장에 대해 황사영은 '백서'에서 조선 천주교회에서 강완숙만한 사람이 없다고 평가하여 강완숙의 도움이 컸음을 말하고 있다.

### 순교
“천주교 신자는 인륜을 무너뜨리는 사학(邪學)을 믿는 자들이니,인륜을 위협하는 금수와도 같은 자들이니 마음을 돌이켜 개학하게 하고, 그래도 개전하지 않으면 처벌하라”는 정순왕후의 《사학엄금교서》 발표로 신유박해가 일어났을 때에도 주문모 신부는 자신의 소재지를 알리지 않는 강완숙(골룸바)의 보호로 몸을 피하였다. 그러나 주문모 신부는 고향인 청나라로 피신하려고 황해도 황주로 갔으나 사태가 매우 좋지 않음을 알게 되자 1801년 음력 3월 12일(양력 4월 24일) 한양으로 돌아와 의금부에 '내가 당신들이 찾는 천주교 신부'라며 자수하였다. 그해 음력 4월 19일(양력 5월 31일) 한강 새남터에서 참수형으로 순교하였고, “살아 있어서 도움이 안 되니 죽기를 원한다”라는 말을 남겼다. 당시 조선 조정에서는 중국과의 외교관계를 우려하여 추방령으로 감형하자는 주장도 있었으나, 사형으로 형이 확정되었다. 새남터에서 참형으로 순교한 주문모 신부의 유해는 신도들이 장례를 치르는 것을 막기 위해 비밀리에 매장되었다고 전해진다.

### 시복
2014년 8월 16일 시복되었다.

## 영향
주문모 신부는 자신의 조선 입국전까지 신학교육을 체계적으로 받지 못한 평신도들이 목회한 조선 천주교회에서 가장 필요한 것이 교리서와 신앙 안내서라고 생각하여《사순절과 부활절을 위한 안내서》라는 고해성사 지침서 등을 저술하였다. 그의 문서선교는 천주교회의 세력 확장에 큰 역할을 하게 된다.

## 참고 자료
- 춘추관 관원들 (1838). 《순조실록》.
- 김은신 (1995년 11월 1일). 〈외국인 신부/‘살아 있어서 도움이 안 되니 죽기를 원한다’〉. 《이것이 한국 최초》. 삼문. ISBN 9788985407359.
- 이덕일 (2003). 〈강완숙-새로운 세계관에 인생을 건 조선 천주교 최초의 여회장〉. 《이덕일의 여인열전》. 김영사. ISBN 9788934912507.